# Cheongnyong-dong, Seoul
Cheongnyong-dong (koreanska: 청룡동)  är en stadsdel i Sydkoreas huvudstad Seoul. Den ligger i stadsdistriktet Gwanak-gu i den sydvästra delen av staden.